# Doigt (unité)

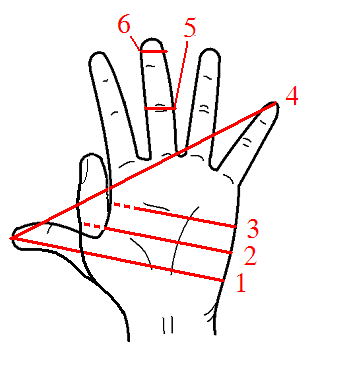
Quelques mesures basées sur la main : (1) le demi-pes manualis ou pied manuel, (2) la main,
(3) le palme, (4) l'empan, (5) le doigt, (6) le digit

Le doigt est une ancienne unité de longueur d’environ 1,85 cm.
Dans l’Antiquité, chez les Égyptiens, les Grecs et les Romains, le doigt était toujours un seizième de pied.
Le doigt, durant toute l'Antiquité, doit être considéré comme la véritable unité de base de mesure de longueur. Présent dans toutes les variantes locales du système ancien, il n'avait point d'unité sous-multiple ; toutes les mesures inférieure au doigt étaient régulièrement exprimées en fractions de doigt.
Par exemple : « un demi-doigt », « dix doigts et deux tiers de doigt » ou « deux doigts, quatre cinquièmes ».
Dès le début du Moyen Âge, on divisa le pied aussi par douze, ce  qui donna le pouce. Aujourd’hui, les Anglo-Saxons appellent parfois « doigt » sept huitièmes de leur pouce (= 22,225 mm). Le seizième du pied anglo-saxon n’est que 19,050 mm. Autrement dit, ils ajoutent un sixième de part à la définition classique du doigt (cf. dans le système romain par exemple : un pied égale quatre paumes qui sont, elles, égales à seize doigts).